# Carlos Cardús

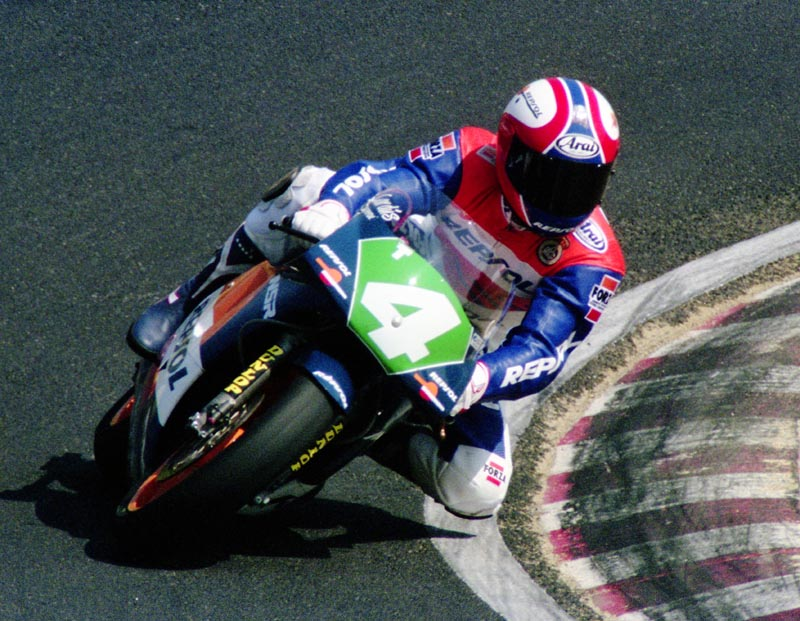
Carlos Cardús op de Suzuka International Racing Course in 1990.

Carlos Cardús (Barcelona, 29 september 1959) is een Spaans motorcoureur. Hij is de oom van eveneens motorcoureur Ricard Cardús.
Cardús maakte in 1983 zijn debuut in de 250cc-klasse van het wereldkampioenschap wegrace op een Cobas-Rotax en behaalde tijdens zijn thuisrace twee punten met de negende plaats. In 1984 stapte hij over naar een JJ Cobas en trainde in zijn thuisrace naar zijn eerste pole position, die hij vanwege een uitvalbeurt niet wist te verzilveren. Pas in 1986, toen hij overstapte naar een Honda, boekte hij grotere successen. In 1987 reed hij op deze motorfiets driemaal naar het podium in Frankrijk, Tsjecho-Slowakije en Brazilië. In 1988 behaalde hij opnieuw pole position tijdens zijn thuisrace, maar tijdens deze race kwam hij zwaar ten val in de eerste bocht en verloor hierbij zijn helm. Hij belandde in een coma en ontwaakte drie dagen na dit ongeluk. Het enige dat hij hieraan overhield was het verlies van zijn reukzin. In 1989 behaalde hij in Frankrijk zijn eerste Grand Prix-overwinning en met nog een podium in België werd hij vierde in het kampioenschap. In 1990 verbeterde hij zichzelf met overwinningen in Joegoslavië, Frankrijk, Zweden en Tsjecho-Slowakije naar de tweede plaats in het kampioenschap en was tot de laatste race in de strijd om het kampioenschap, die hij verloor van John Kocinski. Hierna behaalde hij geen overwinningen meer, maar stond in 1991 vaak op het podium met acht tweede en drie derde plaatsen uit 15 races en eindigde hiermee achter Luca Cadalora en Helmut Bradl als derde in het kampioenschap. In 1992 en 1993 behaalde hij geen grote resultaten meer en stapte hierna uit het kampioenschap. In 1994 reed hij nog één raceweekend in het wereldkampioenschap superbike op een Ducati tijdens zijn thuisrace op het Circuito di Albacete en finishte de races als dertiende en achtste, voordat hij zijn racecarrière beëindigde.